# Мангабейра, Отавио
Отавио Мангабейра (27 августа 1886 — 29 ноября 1960) — бразильский политик, профессор и инженер. Занимал пост губернатора Байи, представляя Баию в Сенате Бразилии, а также был министром иностранных дел.
Занимал пост 23-го председателя Бразильской академии литературы с 1930 года до своей смерти в 1960 году, после чего его сменил Жоржи Амаду.

## Биография
Родился в семье бедного фармацевта Франсиско Кавальканти Мангабейры и Аугусты Мангабейры. Среди его братьев и сестер был врач и поэт Франсиско Мангабейра, а также политик Жуан Мангабейра. Отавио был афробразильским мулатом. Отец искусствоведа и феминистки Эдилы Мангабейры Унгер, дедушка Роберто Мангабейры Унгер.
До начала своей политической карьеры Мангабейра был профессором астрономии в Федеральном университете Баии . Он пошёл в политику в 1908, начиная сначала с местных, а после чего приступил к государственной.
Отавио являлся министром иностранных дел Бразилии с 1926 по 1930 год в администрации президента Вашингтона Луиса. В конце этого срока Луис и его правительство были свергнуты Жетулиу Варгасом.
Мангабейра выступал против диктатуры и за возвращение Бразилии к демократии. В 1930-х годах его неоднократно заключали в тюрьму за заговоры против власти, а затем в 1938 году отправили в ссылку в Европу, а затем в Нью-Йорк. Находясь в Нью-Йорке, он смог поддержать своё финансовое состояние и своей семьи, работая переводчиком с английского на португальский в журнале Ридерз дайджест.
Он вернулся в Бразилию в 1945 году после окончания диктатуры Варгаса, был избран федеральным представителем в 1946 году. В 1947 избран губернатором штата Баия. В 1958 году Отавио стал сенатором, представляющим Баию. Возглавляя свой кабинет вплоть до своей смерти в 1960 году. Когда Дуайт Эйзенхауэр посетил Бразилию в 1946 году, его поприветствовал Мангабейра в Рио-де-Жанейро, на этом событии появилась известная фотография, сделанная Ибрагимом Сьюдом, на которой Мангабейра целует руку Эйзенхауэра в знак приветствия; фотография вызвала бурные споры по поводу отношений Бразилии и Соединённых Штатов. В то время как Отавио считался центристом или левоцентристом, его брат Жуан считался более левым или ультралевым.
Отчасти из-за неоднократных ссылок и заключений в тюрьму, Мангабейра провел большую часть своей жизни со скромным доходом, и «на момент смерти ему не хватало средств, чтобы позволить себе собственные похороны».
Стадион Октавио Мангабейра (также известный как стадион Fonte Nova), крупный футбольный стадион в Сальвадоре, построенный в 1951 и названный в его честь, в 2010 году был заменён ещё на более крупный и современный стадион «Complexo Esportivo Cultural Professor Octavio Mangabeira» (также известный как Арена Fonte Nova), который принимал у себя чемпионат мира по футболу 2014 года . Ряд улиц и общественных мест по всему штату Баия также названы в честь Мангабейры.